# Amphisopus annectens
Amphisopus annectens är en kräftdjursart som beskrevs av Nicholls 1943. Amphisopus annectens ingår i släktet Amphisopus och familjen Amphisopidae. Inga underarter finns listade i Catalogue of Life.